# Zapasy na Letnich Igrzyskach Olimpijskich 1932 – kategoria do 61 kg w stylu wolnym
Zmagania mężczyzn do 61 kg to jedna z siedmiu męskich konkurencji w zapasach w stylu wolnym rozgrywanych podczas Letnich Igrzysk Olimpijskich 1932. Pojedynki w tej kategorii wagowej odbyły się w dniach 1 – 3 sierpnia.

## Klasyfikacja[1]
| Pos. | Zawodnik             | Kraj              |
| ---- | -------------------- | ----------------- |
| 1    | Hermanni Pihlajamäki | Finlandia         |
| 2    | Edgar Nemir          | Stany Zjednoczone |
| 3    | Einar Karlsson       | Szwecja           |
| 4    | Joseph Taylor        | Wielka Brytania   |
| 5    | Ioannis Farmakidis   | Grecja            |
| 6    | Jean Chasson         | Francja           |
| 7    | Christian Schack     | Dania             |
| 7    | Fidel Arellano       | Meksyk            |
| 7    | Herb Rowland         | Kanada            |
| 7    | Ichirō Hatta         | Japonia           |

## Zasady[2]
Punktacja opierała się na systemie "złych punktów karnych". Zwycięzca otrzymywał zero punktów za wygraną przez "tusz" (łopatki), a jeden za zwycięstwo decyzją trzech sędziów. Za porażkę na punkty zawodnik otrzymywał trzy punkty. Uzyskanie pięciu lub więcej punktów eliminowało zapaśnika z turnieju.   

## Wyniki

### Pierwsza runda[3]
| Zwycięzca            | Punkty karne | Wynik     | Przegrany        | Punkty karne |
| -------------------- | ------------ | --------- | ---------------- | ------------ |
| Hermanni Pihlajamäki | 0            | Łopatki   | Herb Rowland     | 3            |
| Edgar Nemir          | 1            | Na punkty | Christian Schack | 3            |
| Ioannis Farmakidis   | 1            | Na punkty | Ichirō Hatta     | 3            |
| Jean Chasson         | 0            | Łopatki   | Fidel Arellano   | 3            |
| Einar Karlsson       | 1            | Na punkty | Joseph Taylor    | 3            |

### Druga runda[4]
| Zwycięzca            | Punkty karne | Wynik     | Przegrany        | Punkty karne |
| -------------------- | ------------ | --------- | ---------------- | ------------ |
| Edgar Nemir          | 1            | Łopatki   | Herb Rowland     | 6            |
| Hermanni Pihlajamäki | 0            | Łopatki   | Christian Schack | 6            |
| Ioannis Farmakidis   | 1            | Łopatki   | Jean Chasson     | 3            |
| Einar Karlsson       | 2            | Na punkty | Ichirō Hatta     | 6            |
| Joseph Taylor        | 3            | Łopatki   | Fidel Arellano   | 6            |

### Trzecia runda[5]
Jean Chasson wycofał się z zawodów.
| Zwycięzca            | Punkty karne | Wynik     | Przegrany          | Punkty karne |
| -------------------- | ------------ | --------- | ------------------ | ------------ |
| Hermanni Pihlajamäki | 1            | Na punkty | Edgar Nemir        | 4            |
| Einar Karlsson       | 3            | Na punkty | Ioannis Farmakidis | 4            |
| Joseph Taylor        | 3            | -         | Bez walki          |              |

### Czwarta runda[6]
| Zwycięzca            | Punkty karne | Wynik     | Przegrany          | Punkty karne |
| -------------------- | ------------ | --------- | ------------------ | ------------ |
| Hermanni Pihlajamäki | 2            | Na punkty | Ioannis Farmakidis | 7            |
| Edgar Nemir          | 4            | Łopatki   | Joseph Taylor      | 6            |
| Einar Karlsson       | 3            | -         | Bez walki          |              |

### Piąta runda[7]
| Zwycięzca            | Punkty karne | Wynik   | Przegrany      | Punkty karne |
| -------------------- | ------------ | ------- | -------------- | ------------ |
| Hermanni Pihlajamäki | 2            | Łopatki | Einar Karlsson | 6            |
| Edgar Nemir          | 4            | -       | Bez walki      |              |